# Дебют Андерсена
Дебют Андерсена — шахматный дебют, начинающийся ходом: 1. a2-a3. Относится к фланговым началам. Назван в честь А. Андерсена, который трижды применил его в матче против П. Морфи (Париж, 1858) с результатом +1, −1, =1. В современной турнирной практике встречается редко.
Трактовка дебюта Андерсена: белые, стремясь выяснить намерения чёрных, передают им очерёдность хода; чёрные, отвечая, например 1. … g6 или Kf6, не испытывают никаких трудностей.
Сам Андерсен через несколько лет после матча с Морфи назвал ход 1. а3 «сумасшедшим». Впоследствии Андерсен применил ход 1.a3 не менее 4 раз на турнирах в Лейпциге (1877), Париже и Франкфурте (1878), выиграв все 4 партии.
В XX веке ход 1. a3 эпизодически применял Д. Велимирович. В XXI веке дебют иногда применяют Хикару Накамура, Магнус Карлсен, Бент Ларсен, Гата Камский, Винсент Каймер.

## Примечание
1. ↑  Нейштадт Я. И., «Некоронованные чемпионы». М., 1975, с. 168—169.
2. ↑  The chess games of Adolph Anderssen : master of attack / ed. by Sid Pickard. — Dallas: Pickard & Son, 1996, p. 343
3. ↑  Anderssen Opening 1.a3. chess.com.